# Pacha (Incamythologie)
Pacha (Quechua, vaak vertaald met 'wereld') was in de Incamythologie een concept om verschillende sferen van de kosmos te verdelen. 
Er waren drie verschillende niveaus van pacha: 
- hana pacha (hanan pacha of hanaq pacha, 'bovenwereld')
- ukhu pacha (urin pacha, 'beneden-' of 'onderwereld', wereld van de doden of van nieuw leven)
- kay pacha ('deze wereld')

Deze gebieden waren niet alleen van plaats, maar ook in tijd van elkaar te scheiden. 
Al werd in de kosmologie van de Inca's het universum beschouwd als één geheel, was de verdeling in werelden onderdeel van het dualisme (Yanantin), dat prominent aanwezig was in het Incageloof. Volgens dit dualisme had alles wat bestaat twee kanten (warm en koud, positief en negatief, donker en licht etc.)
Volgens Catherine J. Allen kon het Quechua woord pacha, afhankelijk van de context, betrekking hebben op de hele kosmos of op een specifiek moment in de tijd. Volgens dr. Atuq Eusebio Manga Qespi zou pacha in het Spaans vertaald  tiempo-espacia (ruimtetijd) moeten zijn.
Bij een Pachakutic, wereldverandering of cataclysme, was er een direct verband tussen verschillende sferen onderling.